# Tunturipää
Tunturipää är en kulle i Finland.   Den ligger i den ekonomiska regionen Norra Lappland och landskapet Lappland, i den norra delen av landet, 900 km norr om huvudstaden Helsingfors. Toppen på Tunturipää är 391 meter över havet. Tunturipää ingår i Siiselät.
Terrängen runt Tunturipää är huvudsakligen platt.  Trakten runt Tunturipää är nära nog obefolkad, med mindre än två invånare per kvadratkilometer. Det finns inga samhällen i närheten. 